# قرار مجلس الأمن التابع للأمم المتحدة رقم 765
قرار مجلس الأمن التابع للأمم المتحدة رقم 765، المعتمد في 16 يوليو 1992، بعد التذكير بالقرارات 392 (1976)، 473 (1980)، 554 (1984) و556 (1984)، أدان المجلس تصاعد العنف في جنوب أفريقيا، ولا سيما مذبحة بويباتونغ في 17 يونيو 1992، والتي أسفرت عن مقتل 46 شخصًا، ووقف المؤتمر الوطني الأفريقي المحادثات الثنائية مع حكومة جنوب إفريقيا.
وحث القرار سلطات جنوب افريقيا على وضع حد للعنف والمسؤولين عن اطلاق النار على المتظاهرين للعدالة. كما دعا الأطراف المعنية إلى ضمان تنفيذ اتفاق السلام الوطني.
ومضى المجلس في دعوة الأمين العام بطرس بطرس غالي لتعيين ممثل خاص لجنوب إفريقيا من أجل التوصية، بعد مفاوضات مع حزب المؤتمر الوطني الأفريقي والأحزاب الأخرى وحكومة جنوب إفريقيا، بسلسلة من الإجراءات التي يمكن أن تؤدي إلى وضع حد للعنف السياسي في البلاد وسيؤدي إلى انتقال جنوب أفريقيا إلى الديمقراطية وإلغاء العنصرية. قام الممثل الخاص، سايروس فانس، بزيارة جنوب أفريقيا في الفترة من 21 إلى 31 يوليو 1992، وقدم الأمين العام تقريرًا إلى المجلس في 7 يوليو 1992، مما أدى إلى اعتماد القرار 772.

## روابط خارجية
- نص القرار في undocs.org